# 1940 en sport

Cet article présente les faits marquants de l'année 1940 en sport.

## Baseball
- Les Cincinnati Reds remportent les World Series face aux Detroit Tigers par 4 victoires pour 3 défaites.

## Boxe
- Le champion Joe Louis conserve son titre de champion du monde des poids lourds à la boxe en battant :
  - le 9 février : Arturo Godoy aux points en 15 round à New York.
  - le 29 mars : Al McCoy par abandon au 6e round à Boston.
  - le 20 juin : Arturo Godoy par K.O. au 8e round à New York.
  - le 16 décembre : Al McCoy par abandon au 6e round à Boston.

## Football
- Schalke 04 champion d'Allemagne.
- Atlético de Madrid champion d'Espagne.
- Inter Milan champion d'Italie.
- France : 
  - Article détaillé : 1940 en football
  - F.C. Rouen, Champion de France 1939-1940 Groupe Nord
  - Girondins de Bordeaux, Champion de France 1939-1940 Groupe Sud

## Football américain
- 8 décembre : Les Bears de Chicago champions de la National Football League. Article détaillé : Saison NFL 1940.

## Football canadien
- Coupe Grey : Rough Riders d'Ottawa 12, Balmy Beach de Toronto 5.

## Golf
- L'Américain Lawson Little remporte l'US Open.
- L'Américain Vic Ghezzi remporte le tournoi de l'USPGA.
- L'Américain Jimmy Demaret remporte le tournoi des Masters.

## Hockey sur glace
- Les New York Rangers remportent la Coupe Stanley.

## Jeux olympiques
- 1er mai : annulation des Jeux olympiques de 1940 à cause de la guerre.

## Rugby à XIII
- 21 avril : à Toulouse, le XIII Catalan remporte le Championnat de France face à Pau 20-16.
- 16 octobre : interdiction par le gouvernement de Pétain de pratiquer le Rugby à XIII.

## Tennis
- Championnat des États-Unis :
  - L'Américain Don McNeill s'impose en simple hommes.
  - L'Américaine Alice Marble s'impose en simple femmes.

## Naissances
- 2 janvier : Wálter Machado da Silva, joueur international de football brésilien.  († 29 septembre 2020).
- 11 janvier : Franco Balmamion, coureur cycliste italien. Vainqueur du Tour d'Italie en 1962 et 1963.
- 12 janvier : Bob Hewitt, joueur australien de tennis.
- 17 janvier : Kipchoge Keino, athlète kényan
- 21 janvier : Jack Nicklaus, golfeur américain
- 23 janvier : Brian Labone, footballeur anglais. († 24 avril 2006).
- 29 janvier : Kunimitsu Takahashi, pilote japonais de moto et de sport automobile.
- 3 février : Yasutaka Sato, volleyeur japonais.
- 21 février : Peter Gethin, pilote automobile britannique, qui disputa 30 Grands Prix de Formule 1 de 1970 à 1974.
- 22 février : Ugo Colombo, coureur cycliste italien, professionnel de 1964 à 1974.
- 24 février :
  - Denis Law, footballeur écossais.  († 17 janvier 2025).
  - Guy Périllat, skieur alpin français
- 28 février : Mario Andretti, pilote automobile américain, champion du monde de Formule 1 en 1978.
- 6 mars : Willie Stargell, joueur de baseball américain. († 9 avril 2001).
- 10 mars : Chuck Norris, acteur américain, 7 fois champion du monde de karaté.
- 2 avril :
  - Mike Hailwood, pilote moto puis pilote automobile britannique. († 23 mars 1981).
  - Donald Jackson, patineur artistique canadien
- 19 avril : Kurt Ahrens, pilote automobile allemand.
- 6 mai : Vito Taccone, coureur cycliste italien. († 15 octobre 2007).
- 23 mai : Gérard Larrousse, pilote automobile français.
- 31 mai : Dino Zandegù, coureur cycliste italien.
- 15 juin : Ken Fletcher, joueur de tennis australien. († 11 février 2006).
- 23 juin : Wilma Rudolph, athlète américaine. († 12 novembre 1994).
- 14 juillet : Wolfgang Bartels, skieur alpin allemand († 6 février 2007).
- 8 août : Dilip Sardesai, joueur de cricket indien. († 2 juillet 2007).
- 12 août : Fernando Cruz, footballeur portugais. († 16 août 2025).
- 30 août : Alain Calmat, patineur artistique français.
- 1er septembre : Franco Bitossi, coureur cycliste italien.
- 5 septembre : Clay Regazzoni, pilote automobile suisse.
- 14 septembre : Larry Brown, joueur puis entraîneur américain de basket-ball.
- 21 octobre : Pelé, footballeur brésilien. († 29 décembre 2022).
- 25 octobre : Bob Knight, entraîneur américain de basket-ball. († 1er novembre 2023).
- 14 novembre : Terry Dischinger, joueur américain de basket-ball.
- 24 novembre : Eugène Riguidel, skipper (voile) français.
- 26 novembre : Kotozakura Masakatsu, sumotori japonais ayant le grade de  yokozuna. († 14 août 2007).
- 29 décembre : Nestor Combin, footballeur argentin puis français

## Décès
- 29 janvier : Nedo Nadi, 45 ans, escrimeur italien. (° 9 juillet 1894).
- 26 mars : Spyridon Louis, athlète grec, champion olympique du premier marathon de l'ère moderne aux Jeux d'Athènes en 1896. (° 12 janvier 1873).
- 22 juin : Monty Noble, 67 ans, joueur de cricket australien. (° 28 janvier 1873).